# Marko Blasutig
Marko Blasutig, rimskokatoliški duhovnik in misijonar, * 18. april 1914, Polje (Puoje), Beneška Slovenija, † 3. julij 1990, Pukhet, Tajska.

## Življenje in delo
Rodil se je v slovenski družini v kraju Polje (narečno Puoje) pri Špetru Slovenov, ki je dala Cerkvi tri brate duhovnike. Stopil je v red stigmatincev (stigme; v krščanski veri: znamenja /Kristusovih/ ran na telesu verskih gorečnikov) in po mašniškem posvečenju 1938 odšel na Kitajsko. Tu je bil misijonar deset let. Komunistični režim, ki je prišel na oblast leta 1949 ga je najprej zaprl, potem pa izgnal iz države. Vrnil se je v Italijo, kjer pa je ostal le malo časa. Predstojniki so ga poslali na Tajsko, kjer se je posvetil šolski mladini in postal ravnatelj Dow Roong College v kraju Pukhet. Tajska je postala njegova druga domovina.
Nekaj let pred smrtjo se je vrnil v Italijo in težko zbolel. Sam ni mogel več hoditi, premikal se je lahko le z invalidskim vozičkom. Domotožje po Tajski pa je bilo tako močno, da se je vrnil v Pukhet in tam umrl.